# Madeleine Lebeau
Madeleine Lebeau (* 10. Juni 1923 in Antony, Département Seine; † 1. Mai 2016 in Estepona, Spanien) war eine französische Schauspielerin.

## Leben
Ihre erste Kinofilm-Rolle spielte Lebeau 1939 im französischen Melodram Jeunes filles en détresse unter der Regie von Georg Wilhelm Pabst. Nur ein Jahr später mussten sie und ihr Ehemann (seit 1938) und Schauspielkollege Marcel Dalio aufgrund dessen jüdischer Herkunft vor den in Frankreich einrückenden Nationalsozialisten fliehen. Über Portugal und Südamerika verschlug es sie schließlich in die USA, wo beide ihre Schauspielkarriere fortsetzen konnten. Ihre ersten Hollywoodfilme waren Das goldene Tor (Hold Back The Dawn) (1941) und Der freche Kavalier (Gentleman Jim) (1942). Ebenfalls 1942 spielte Lebeau ihre vermutlich bekannteste Rolle als Yvonne, die verschmähte Geliebte des Cafébesitzers Rick (Humphrey Bogart), im Filmklassiker Casablanca. Im selben Jahr ließen sich Lebeau und Dalio scheiden.
Nach Ende des Zweiten Weltkriegs kehrte Lebeau nach Frankreich zurück und war von da an regelmäßig in französischen und europäischen Filmen zu sehen, darunter der britische Kriminalfilm Frau im Netz (Cage of Gold, 1950) an der Seite von Jean Simmons und Federico Fellinis Achteinhalb (8½, 1963). In den späten 1960er Jahren trat sie zudem in mehreren Fernsehserien auf, ehe sie sich vollständig aus dem Film- und Fernsehgeschäft zurückzog. 1988 heiratete sie den italienischen Drehbuchautor Tullio Pinelli, mit dem sie bis zu seinem Tod im Jahre 2009 verheiratet war.
Madeleine Lebeau starb 2016 im Alter von 92 Jahren nach einem Oberschenkelbruch. Zum Zeitpunkt ihres Todes galt sie als letztes lebendes Mitglied der Casablanca-Besetzung.

## Filmografie (Auswahl)
- 1939: Jeunes filles en détresse
- 1941: Das goldene Tor (Hold Back the Dawn)
- 1942: Der freche Kavalier (Gentleman Jim)
- 1942: Casablanca
- 1943: Paris After Dark
- 1944: Musik für Millionen (Music for Millions)
- 1947: Les Chouans
- 1950: Frau im Netz (Cage of Gold)
- 1955: Napoleon (Napoléon)
- 1957: Die Pariserin (Une parisienne)
- 1963: Achteinhalb (8½)
- 1964: Schnelle Colts für Jeannie Lee (Sfida a Rio Bravo)
- 1966–1970: Allô Police (Fernsehserie, 8 Folgen)